# لانداو آن در إيزار
لانداو آن در ايزار (بالألمانية: Landau an der Isar) هي بلدة ألمانية تقع في ألمانيا في منطقة دينغولفينغ-لاندآو. يقدر عدد سكانها بـ 12,952 نسمة .

## أعلام
- يعقوب زيجلر
- هينريتش كاسبار شميد
- نوربرت نيمان
- جوسيف ويبر